# 腾吉思
腾吉思，亦称腾吉思古儿干（“古儿干”意为驸马），斡亦剌部人，蒙古帝国贵族。
据《史集》所载，腾吉思開始娶宗贵由之女为妻。贵由死後，蒙哥即位，腾吉思因与谋叛的贵由后裔及部分异密有牵连，被控告，受笞挞，打得他腿上掉下一塊肉來。经其妻求情，获免。他和貴由之女生下的忽都魯哈敦，嫁給了旭烈兀的孫子阿魯渾。後來腾吉思又娶旭烈兀第四女秃都合赤。他的兒子速剌迷失，速剌迷失的兒子只者克。